# Labelflash

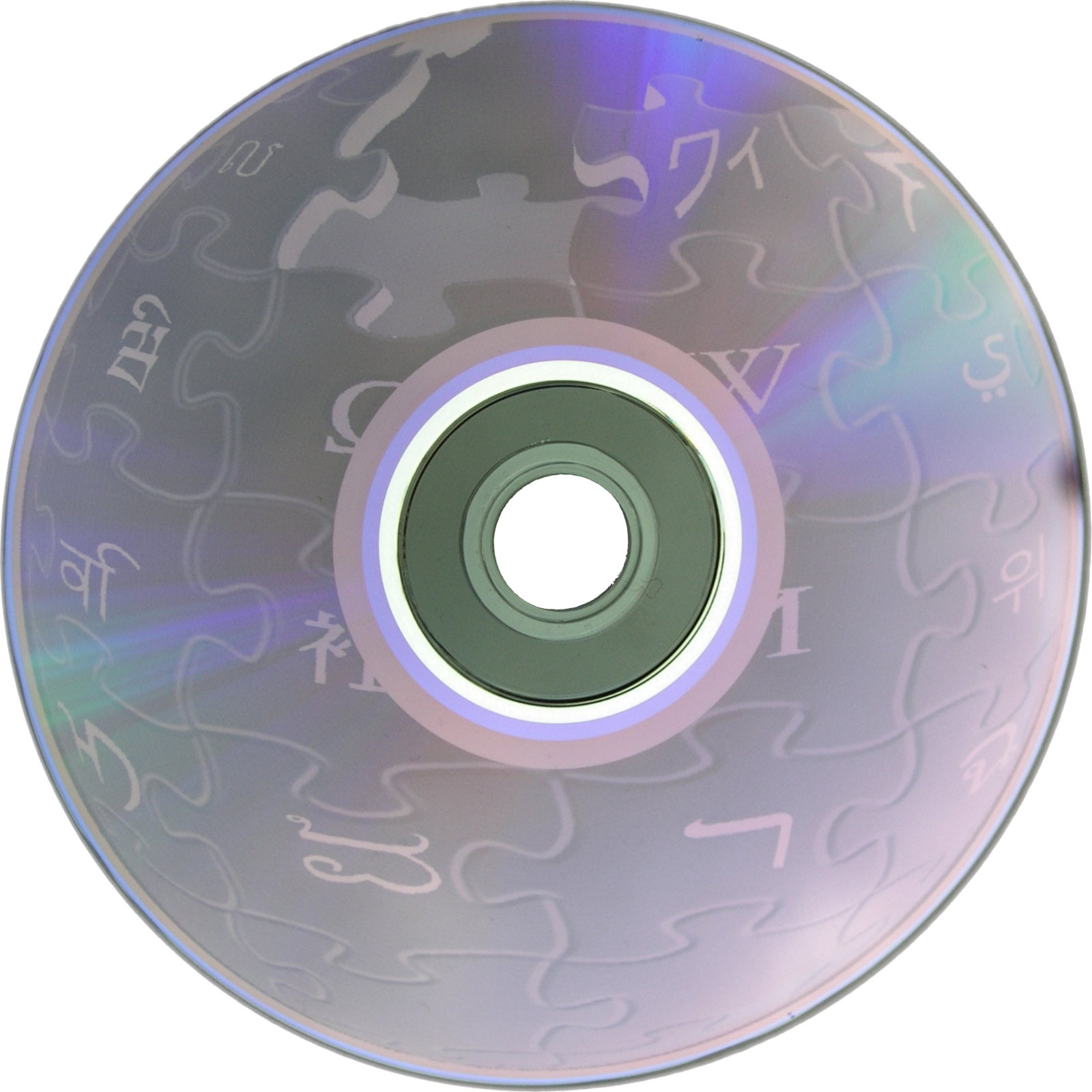
Labelflash

Labelflash（レーベルフラッシュ）とは、プリンタを使わずにDVDドライブでメディアのレーベル面に文字や画像などを直接書き込む機能のことである。ヤマハと富士フイルムとの共同研究によって誕生した。

## 概要
表面から深さ0.6ミリの位置にある描画層に青紫色の描画専用色素(オキソライフ色素)を配しており、これをレーザーにより透明化させることで、濃淡のある描画を行う。現時点では青紫色単色のみでカラーには対応していない。
メディア表面ではなくディスク表面から0.6mmの深さのポリカーボネート層で保護された位置に描画する為、手で直接触れることができず、汚れや傷がつく心配はない。直接ディスク表面に印刷するインクジェットプリンタブル形式に比べ退色やにじみに強いため長期的な保存に向いている。
- Labelflash技術の主な仕様
  - 描画レーザー波長 655nm
  - NA(レンズ開口率) 0.65
  - 描画時間 約5分(高速記録モード)～約20分（高画質モード）
- 専用ディスクの主な仕様
  - 描画層深さ ディスク表面から0.6mm
  - 描画色素 有機色素(オキソライフ色素)
  - 描画エリア 半径25mm～58mm
- レーベル全面の描画時間
  - 約6分（速度優先）182dpi
  - 約11分（標準）303dpi
  - 約21分（画質優先）605dpi

いずれも、アイ・オー・データ製DVR-UEN18GL（ソニーNECオプティアーク AD-7173A採用）の表記による。
印字には、Labelflash対応ドライブ、Labelflash対応DVDメディア、Labelflash書込みソフトが必要になる。
印字面がディスク表面にあるLightScribeとは異なり、Labelflash対応メディアの代わりに、DVD-R記録面の未記録領域にも書込みが出来る（DiscT@2のようなCD-Rへの書込みには対応していない）。
Labelflash専用メディアは、ラベル面の最内周部にLabelflash対応ディスクであることを示す情報が埋め込まれている。

## 対応製品
2007年9月時点では以下のメーカーから対応製品が発売されていた。

### メディア
- 富士フイルム - データ用のDVD-Rのみ。2016年12月をもって生産終了[1]。

### ドライブ
- アイ・オー・データ機器
- バッファロー
- ロジテック
- パイオニア
- ソニーオプティアーク（旧：ソニーNECオプティアーク）
- ティアック
- Quanta Storage
- 東芝サムスン ストレージ・テクノロジー
- Philips & Lite-On Digital Solutions

### ソフト
- Nero
- ソニック・ソルーションズ（現：コーレル）
- ビー・エイチ・エー
- インタービデオジャパン（現：コーレル）
- CyberLink
- NewTech Infosystems
- BeLight Software

### 対応ドライブ搭載パソコン
- 東芝 - Qosmioシリーズ